# Peter Frischknecht
Peter Frischknecht, född den 12 mars 1946 i Uster, är en schweizisk tidigare crosscyklist som blev trefaldig silvermedaljör (1976–1978) och dubbel bronsmedaljör (1974 och 1975) vid världsmästerskapen för profesionella (även VM-tvåa för amatörer 1968 och trea 1967) och därtill dubbel schwweizisk mästare (1974 och 1978) och elva-faldig silveredaljör (mycket tack vare att han hade oturen att vara samtida med sin landsman Albert Zweifel). Han är far till Thomas Frischknecht, som även han var tävlingscyklist (världsmästartitlar i både mountainbike och cross).

## Meriter – cykelcross
Både de schweiziska mästerskapen och världsmästerskapen gick i januari/februari.

### Amatör
| 1966/1967 3:a vid Världsmästerskapen (amatörer) 1967/1968 2:a vid Världsmästerskapen (amatörer) | 1968/1969 6:a vid Världsmästerskapen (amatörer) |

### Professionell
Schweiziska mästerskapen var öppna (både amatörer och professionella deltog tillsammans). Superprestige, som instiftades 1982, är en vintersäsongslång "världscup" som består av olike deltävlingar.
| SäsongMästerskap         | 1966 1967 | 1967 1968 | 1968 1969 | 1969 1970 | 1970 1971 | 1971 1972 | 1972 1973 | 1973 1974 | 1974 1975 | 1975 1976 | 1976 1977 | 1977 1978 | 1978 1979 | 1979 1980 | 1980 1981 | 1981 1982 | 1982 1983 | 1983 1984 |
| ------------------------ | --------- | --------- | --------- | --------- | --------- | --------- | --------- | --------- | --------- | --------- | --------- | --------- | --------- | --------- | --------- | --------- | --------- | --------- |
| Världsmästerskapen       | Am.       | Am.       | Am.       | –         | 4         | 9         | 6         |           |           |           |           |           | DNF       | 5         | 4         | –         | 9         | 12        |
| Schweiziska mästerskapen |           | –         |           |           | –         |           |           |           |           |           |           |           |           |           |           |           |           | –         |
| Superprestige            | X         | X         | X         | X         | X         | X         | X         | X         | X         | X         | X         | X         | X         | X         | X         | X         | 24        | 18        |

X = Avhölls ej.     DNF = Fullföljde ej.     Am. = Amatör.